# 胡鼎文
胡 鼎文（こ ていぶん、Hú Dǐngwén、? - 1863年）は、太平天国の指導者の一人。
広西省出身。1855年から黄文金とともに江西省湖口の守備につき、しばしば曽国藩の湘軍を破った。1858年に羨天燕、1860年に羨天義に昇進。1861年から安徽省南部から江西省北部を転戦した。1862年、孝王に封ぜられた。1863年、天京を包囲する清軍を牽制するため、堵王黄文金・佑王李遠継とともに江西省に赴くことになった。しかし饒州の桃墅鎮で清軍と交戦となり、戦死した。